# Liste der Naturdenkmale in Brauneberg
Die Liste der Naturdenkmale in Brauneberg nennt die im Gemeindegebiet von Brauneberg ausgewiesenen Naturdenkmale (Stand 11. März 2024).

## Naturdenkmale
| Nr.         | Bezeichnung | Lage                                                    | Beschreibung                                | Bild                                    |
| ----------- | ----------- | ------------------------------------------------------- | ------------------------------------------- | --------------------------------------- |
| ND-7231-386 | Barbelley   | Hirzlei, südöstlich des Ortes; Abteilung Aufm Wald Lage | Felsenformation; flächenhaftes Naturdenkmal | Direkt Bild zu diesem Denkmal hochladen |
| ND-7231-387 | Felsen      | Hirzlei, südöstlich des Ortes; Abteilung Aufm Wald Lage | Felsformation                               | Direkt Bild zu diesem Denkmal hochladen |
| ND-7231-388 | Kanzel      | Hirzlei, oberhalb des Ortes; Abteilung Aufm Wald Lage   | zwei Felsformationen                        | Direkt Bild zu diesem Denkmal hochladen |

## Ehemalige Naturdenkmale
| Nr. | Bezeichnung       | Lage                                                                  | Beschreibung                               | Bild                                    |
| --- | ----------------- | --------------------------------------------------------------------- | ------------------------------------------ | --------------------------------------- |
|     | Fichte            | Brauneberg, südlich des Ortes; Abteilung Auf Blän Lage                | Picea abies; Rechtsverordnung aufgehoben   | Direkt Bild zu diesem Denkmal hochladen |
|     | Eiche             | Filzen, südlich des Ortes; Abteilung Metschborn Lage                  | Quercus sp.; Rechtsverordnung aufgehoben   | Direkt Bild zu diesem Denkmal hochladen |
|     | Alte Eiche        | Filzen, südlich des Ortes; Abteilung Höhewald Lage                    | Quercus sp.; Rechtsverordnung aufgehoben   | Direkt Bild zu diesem Denkmal hochladen |
|     | Alter Walnussbaum | Filzen, unmittelbar westlich des Ortes; Flur Auf der Steinrausch Lage | Juglans regia; Rechtsverordnung aufgehoben | Direkt Bild zu diesem Denkmal hochladen |